# Conio
Un conio è ciascuno dei due pezzi di metallo usati per battere le facce di una moneta. Un conio contiene la versione incusa dell'immagine che deve essere impressa sulla moneta. Per comprendere a cosa somiglia la versione incusa, si può premere la moneta nella plastilina o nella cera e osservare l'immagine invertita che ne risulta. I conii moderni sono fatti in acciaio indurito e sono in grado di produrre molte centinaia di migliaia di monete prima che siano ritirati e segnati per renderli inutilizzabili.
Prima dell'era moderna, i conii venivano prodotti individualmente a mano da artigiani conosciuti nell'antichità col nome di caelatores. In periodi particolari, come la crisi del III secolo, i conii venivano usati ancora anche quando erano molto consumati o persino spezzati. Il conio che si trova dal lato del martello, il conio del rovescio, tende a rovinarsi per primo. Poiché i metalli con cui erano fatti i coni non erano duri quanto l'acciaio moderno, i tondelli (i dischetti di metallo senza l'immagine impressa), dovevano essere riscaldati prima di essere battuti. A volte, specie sulle Monete Romane provinciali, le tenaglie utilizzate per spostare il tondello riscaldato hanno lasciato un'indentazione al centro che è rimasta sulle monete finite.

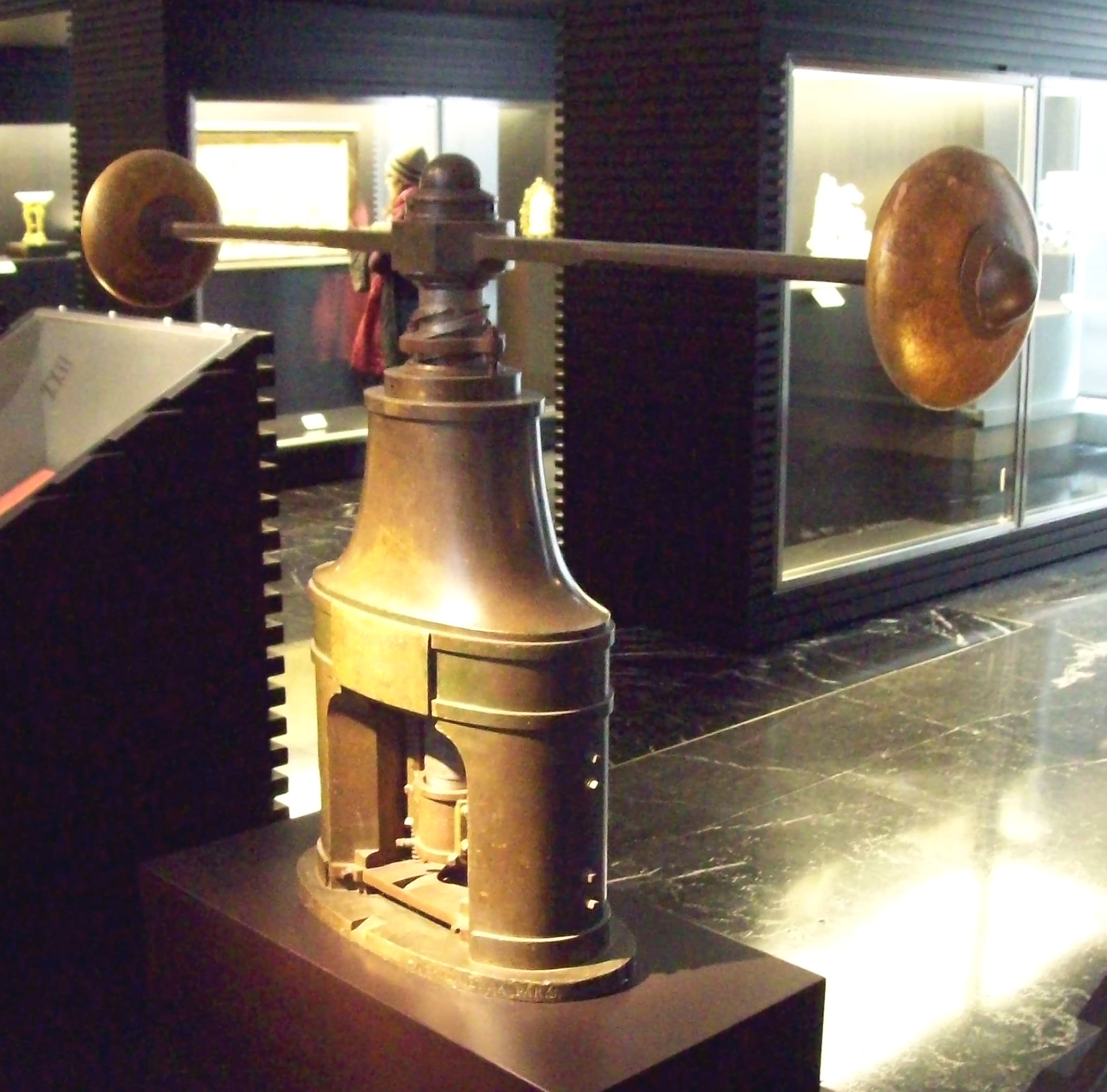
Pressa del 1831

## Produzione moderna dei conii
Il procedimento di fabbricazione dei conii per battere monete nelle zecche attuali richiede alcuni passaggi. In primo luogo un artista crea un grande modello della moneta in gesso. Il modello in gesso è poi ricoperto con gomma. Lo stampo di gomma è quindi usato per fare una copia metallica. Tutto questo avviene su un modello di circa 20 cm di diametro. Dopo, con un pantografo, occorrono parecchi giorni per ridurre l'immagine su una matrice positiva d'acciaio in un processo che non è cambiato in circa cento anni. La matrice positiva è quindi temperata per renderla dura. Poi un piccolo numero di conii matrici (incusi) è fatto partendo dalla matrice positiva. Questi allora sono usati per fare i positivi di lavoro. I positivi di lavoro sono quindi usati per fare i conii di lavoro. Ad ogni passaggio il numero dei pezzi sale. I conii di lavoro sono infine usati per battere le monete. Tutti i conii sono incusi e tutti i positivi assomigliano alla moneta che sarà battuta.
Il passaggio finale naturalmente è che i conii sono usati per battere l'immagine sul tondello in modo che si trasformi in moneta.
Naturalmente in tutte le fasi di questo processo produttivo possono verificarsi errori e questi errori sono particolarmente richiesti dai collezionisti. Errori presenti nel conio sono generalmente più richiesti di errori fatti al momento della battitura. Per esempio, un conio raddoppiato, in cui una data o un altro elemento appare due volte un po' sfalsato, è spesso molto ricercato. Gli errori di battitura sono generalmente unici, mentre tutte le monete battute con un conio errato avranno le stesse caratteristiche. Ciò li rende più facilmente collezionabili. Il conio raddoppiato più famoso in America durante gli ultimi cento anni è il doppio conio battuto nel 1955 sul centesimo di Lincoln.

## Il "terzo lato" della moneta
Sul bordo di molte monete ci sono delle scanalature di vario tipo. Alcune monete più vecchie hanno altri disegni sul bordo della moneta. A volte sono disegni semplici come spirali, schemi di disegni più complessi o addirittura delle parole o una frase, come sulle monete da una sterlina britannica. Questo tipo di disegni si imprime sulla moneta attraverso un terzo conio denominato collare. Il collare corrisponde al formato finale, al diametro cioè della moneta ed il tondello, quando viene battuto, si espande fino a riempire il collare.
Inizialmente il bordo fu usato per limitare la tosatura delle monete. Ora in genere, oltre agli scopi estetici, viene impresso per differenziare al tatto monete di dimensioni simili. Ad esempio le scanalature sulle monete da 20 cent di Euro sono nettamente diverse da quelle da 10 e 50 cent e permettono di distinguerle anche al tatto.